# Héricourt-sur-Thérain
Héricourt-sur-Thérain är en kommun i departementet Oise i regionen Hauts-de-France i norra Frankrike. Kommunen ligger i kantonen Formerie som tillhör arrondissementet Beauvais. År 2022 hade Héricourt-sur-Thérain 108 invånare.

## Befolkningsutveckling
Antalet invånare i kommunen Héricourt-sur-Thérain
| Referens: INSEE |